# بطولة أوروبا لكرة الماء للسيدات 2003
بطولة أوروبا لكرة الماء للسيدات 2003 كان الموسم العاشر من بطولة أوروبا لكرة الماء للسيدات، وجرت المنافسات في ليوبليانا سلوفينيا، ونظمت من قبل الاتحاد الأوروبي للسباحة.

## النتائج
| م       | المنتخب  |
| ------- | -------- |
| ذهبية   | إيطاليا  |
| فضية    | المجر    |
| برونزية | روسيا    |
| الرابع  | هولندا   |
| الخامس  | اليونان  |
| السادس  | إسبانيا  |
| السابع  | ألمانيا  |
| الثامن  | سلوفينيا |
| التاسع  |          |
| العاشر  |          |